# 오제촌 (도야마현)
오제촌(小勢村)은 도야마현 니시토나미군에 존재했던 촌이다. 1954년 4월 1일 다카오카시와 편입해 현재의 다카오카시 오제 지구에 해당한다.

## 역사
- 1889년 4월 1일 - 정촌제 시행에 의해 오제촌이 성립하였다.
- 1954년 4월 1일 -  다카오카시에 편입되었다.

## 참고문헌
- 『市町村名変遷辞典』東京堂出版、1990年。